# Геммі Макміллан мол.
Геммі Макміллан (29 травня 1992 , Странрар, Дамфріс і Галловей ) — британський та шотландський керлінгіст, срібний призер Олімпійських ігор 2022 року, призер чемпіонатів світу.